# Raie boréale
Espèce
Statut de conservation UICN

 LC  : Préoccupation mineure
La Raie boréale ou Raie arctique (Amblyraja hyperborea) est une espèce de poissons cartilagineux vivant dans des eaux de 140 à 2 500 m de profondeur.